# Acantólisis
Se denomina acantólisis (del griego lysis, disolución) a la interrupción de las conexiones intercelulares entre queratinocitos de la epidermis, causada por lisis de la sustancia cemento intercelular (Desmogleína), con interrupción secundaria de los desmosomas y a menudo formación de una secuencia definida de elementos degenerativos celulares; se asocia a la formación de vesículas epidérmicas en condiciones tales como el pénfigo vulgar, pénfigo foliáceo y otras alteraciones de la piel.